# ¿Quién quiere casarse con mi madre?
¿Quién quiere casarse con mi madre? (también conocido por las siglas QQCCMM) fue un programa derivado del programa de telerrealidad ¿Quién quiere casarse con mi hijo? producido por Eyeworks Cuatro Cabezas para el canal Cuatro. Fue estrenado el 19 de noviembre de 2013 y es presentado por Luján Argüelles. En el programa, cinco mujeres solteras intentarán conocer a un grupo de candidatos que competirán para mostrarse como los perfectos maridos. Sin embargo, no solo tendrán que conquistarlas a ellas, ya que sus hijos, deseosos de que sus madres se enamoren y asientan la cabeza, tomarán parte en el proceso de selección.

## Historia
A principios del mes de junio de 2013, varios portales de Internet anunciaron que el canal Cuatro —propiedad de la compañía audiovisual Mediaset España—, se encontraba en fase de preparación de un nuevo proyecto relacionado con el dating show de busca pareja, pero que en esta ocasión, sus protagonistas serían las madres. Esta versión nació de la mano de Cuatro Cabezas —productora argentina que se dedica únicamente a comercializar la producción de contenidos para televisión—, a raíz del éxito adquirido durante las dos temporadas emitidas de ¿Quién quiere casarse con mi hijo? en la misma emisora. Un día después de haberse publicado la noticia sobre la producción del espacio, el 6 de junio del mismo año, Luján Argüelles declaró su intención de presentar la secuela de QQCCMH; «¿Quién quiere casarse con mi madre? me parece fantástico y estaría como loca por presentarlo». Asimismo, añadió que «me haría mucha gracia el hecho de que exista un ¿Quién quiere casarse con mi hija, con mi vecino [...]?». Cerca de un mes después, el 20 de julio, Manuel Villanueva, director de contenidos de Mediaset confirmó que la empresa preparaba para Cuatro este dating show tal y como adelantaron en junio del mismo año los medios de comunicación.
Meses después y sin noticias al respecto, durante la semifinal y final de la tercera edición de ¿Quién quiere casarse con mi hijo? emitida los días 30 de octubre y 6 de noviembre de 2013 respectivamente, el programa busca-parejas de Cuatro Cabezas para Cuatro comenzó a promocionar el nuevo espacio de madres solteras mediante la difusión de los primeros vídeos de presentación. Finalmente, tras varias semanas de autopromociones, la cadena decidió programar el nuevo reality show presentado por Luján Argüelles en el prime time de los martes (22:30 UTC), tras finalizar la temporada de la versión tróspida.

## Mecánica
Cinco solteras buscarán al amor de sus vidas y sus hijos al «padre» ideal y al hombre que haga más feliz a su madre. A medida que pasan las semanas, madres e hijos irán descartando a sus candidatos tras difíciles decisiones que sacarán a la luz los desacuerdos y diferencias de criterio entre ambos.

## Equipo

### Presentadora
| Presentador/a   | Información  | Cuatro (canal de televisión) |
| Presentador/a   | Información  | 2013                         |
| --------------- | ------------ | ---------------------------- |
| Luján Argüelles | Presentadora |                              |

## Primera edición (2013)

### Concursantes
| Participantes (Madres)         | Ayudantes (Hijos)              | Lugar de residencia        | Edad    | Profesión         | Información        |
| ------------------------------ | ------------------------------ | -------------------------- | ------- | ----------------- | ------------------ |
| Paulina                        | Blanca                         | Madrid                     | 48 años |                   | Ángel              |
| Rosario «Charo»                | Enrique «Quique»               | San Sebastián de los Reyes | -       | Agente de policía | «Quique» (su hijo) |
| María Teresa                   | Nicolás «Nico»                 | Getafe                     | 55 años | -                 | Ángel              |
| Mar                            | Javier                         | Madrid                     | 58 años | Dramaturga        | Jordi              |
| Antonia «Toñi» Vinuesa Carrión | Gabriel «Gabi» Soriano Vinuesa | Alicante                   | 44 años | Empresaria        | «Gabi» (su hijo)   |

### Mundo televisivo
- Toñi y Gabi participaron como asesora y concursante en la segunda edición de ¿Quién quiere casarse con mi hijo?.[15]

### Recepción en las galas
| Programa | Título                  | Día de emisión          | Audiencia         | Ref.   |
| -------- | ----------------------- | ----------------------- | ----------------- | ------ |
| 1        | Solteras de oro         | 19 de noviembre de 2013 | 1 325 000 (8,7 %) | [ 16 ] |
| 2        | Robo de candidatos      | 26 de noviembre de 2013 | 1 076 000 (6,8 %) | [ 17 ] |
| 3        | Convivir por amor       | 3 de diciembre de 2013  | 1 113 000 (7,0 %) | [ 18 ] |
| 4        | Enfrentamientos y besos | 10 de diciembre de 2013 | 1 256 000 (7,5 %) | [ 19 ] |
| 5        | La gran final           | 17 de diciembre de 2013 | 1 343 000 (7,7 %) | [ 20 ] |

### Presentadores
La presentadora de esta edición fue Luján Argüelles como celestina de los programas semanales.

## Audiencia media de todas las ediciones
| Edición                                   | Fechas de emisión                                 | Cadena | Espectadores | Cuota |
| ----------------------------------------- | ------------------------------------------------- | ------ | ------------ | ----- |
| [ 1 ] ¿Quién quiere casarse con mi madre? | 19 de noviembre de 2013 — 17 de diciembre de 2013 | Cuatro | 1 222 000    | 7,5 % |